# Salia bidentalis
Salia bidentalis är en fjärilsart som beskrevs av W. Warren 1889. Salia bidentalis ingår i släktet Salia och familjen nattflyn. Inga underarter finns listade.